# Sclerocactus parviflorus subsp. variiflorus
Sclerocactus parviflorus subsp. variiflorus ist eine gefährdete Unterart der Pflanzenart Sclerocactus parviflorus in der Familie der Kakteengewächse (Cactaceae). Die Unterart wurde nach der Variabilität der Blütenfarbe benannt. Ein englischer Trivialname ist „Betatakin Cactus“.

## Beschreibung
Sclerocactus parviflorus subsp. variiflorus wächst einzeln kugelig bis länglich. Er wird 4 bis 10 cm lang und im Durchmesser. Die gelbe, weißen, violetten, glockenförmigen Blüten sind 3 cm lang und im Durchmesser. Im Gegensatz zu den anderen Vertreter der Sektion Parviflori, ist das Vorkommen der einheitlichen, dichten Population der Unterart Sclerocactus parviflorus subsp. variiflorus begrenzt und auf Höhenlagen von 1900 bis 2200 Metern beschränkt. Am westlichen Rand des Verbreitungsgebietes finden sich Zwischenformen zum typischen Sclerocactus parviflorus und am südlichen Rand Übergangsformen zu Sclerocactus whipplei. Die Blütezeit ist im Juni.

## Verbreitung
Sclerocactus parviflorus subsp. variiflorus wächst endemisch in der Great Basin Wüste in Arizona in Sandboden in offenem Waldland in 1900 bis 2200 m Höhe.

## Systematik
Die Beschreibung als Sclerocactus parviflorus subsp. variiflorus erfolgte 2005 von Fritz Hochstätter.
Ein Synonym ist Sclerocactus parviflorus f. variiflorus Hochstätter (1998).

## Bilder
Sclerocactus parviflorus subsp. variiflorus:

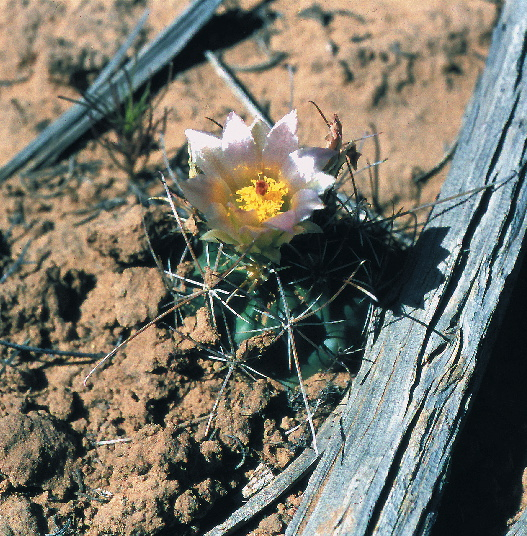
Jungpflanze in Blüte in Arizona.
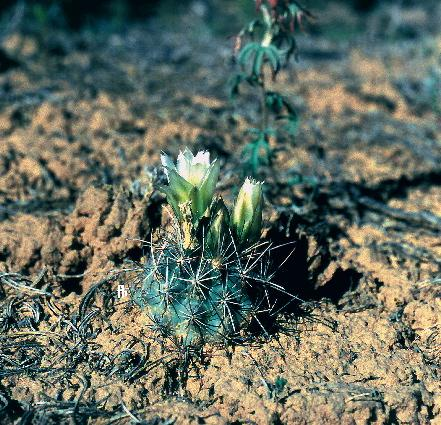
Am Fundort in Sandboden in Arizona.